# Unten vorm Steeg
Die Ortslage Unten vorm Steeg im Wohnquartier Zoo im Wuppertaler Stadtbezirk Elberfeld-West geht auf eine alte Hofbezeichnung zurück.
Die Besitzerfamilie vorm Steeg nannte sich nach dem Gut vorm untersten Steeg, das 1594 erwähnt wurde. Von der benachbarten Ortslage des Erbgutes Oben vorm Steeg wird 1644 berichtet.
Der Name der Ortslage geht wohl auf einem Steg, einer alten Wupperbrücke zurück.
Die Ortslage bzw. Hofeshäuser sind nicht erhalten, im 20. Jahrhundert ist das Gelände mit Fabrikgebäuden überbaut worden. Eine Stichstraße, benannt als „Unten Vorm Steeg“, führt vom Rutenbecker Weg in westlicher Richtung.
In den 1990er Jahren wurde die Mehrzweckhalle des SV Bayer Wuppertal, die Bayer-Sporthalle, hier errichtet.